# Audrey Niffenegger
Audrey Niffenegger (nacida el 13 de junio de 1963 en South Haven, Míchigan) es una escritora estadounidense.
Es profesora en la Universidad de Columbia, en Chicago (Columbia College Chicago Center), donde imparte clases de producción editorial y creación literaria.
Asimismo, siente pasión por las artes plásticas y la taxidermia, y ha expuesto en el Printworks Gallery, de Chicago.
Su primera novela, La mujer del viajero en el tiempo (2003) es un nuevo enfoque de ese sobreexplotado tema. Sin entrar a debatir sobre las paradojas que lo imposibilitan, Audrey trata el tema desde el punto de vista humano, con los pros y los contras de desplazarse involuntariamente en el tiempo, en ambos sentidos. Sobre todo, la interrelación del protagonista con su pareja (la historia es una doble autobiografía muy bien entremezclada: la del protagonista y la de su mujer, sus diferentes enfoques de una misma situación), así como con otros seres cercanos, donde encuentra tanto apoyo como comprensión.

### Novelas
- La mujer del viajero en el tiempo (The Time Traveler's Wife) (2003)
- Una inquietante simetría (Her Fearful Symmetry) (2009)
- Raven Girl (2013)

### Cuentos
- "Jakob Wywialowski and the Angels" (2004)
- "Prudence: The Cautionary Tale of a Picky Eater" (2006)

### Cómics
- The Night Bookmobile (2008)[1]
- Bizarre Romance (2018)[2]

### Libros de artista
- The Adventuress (1985)
- The Spinster (1986)
- Aberrant Abecedarium (1986)
- The Murderer[3]
- Spring (1994)[3]
- The Three Incestuous Sisters (2005)

### No ficción
- Awake in the Dream World: The Art of Audrey Niffenegger (2013), con Susan Fisher Sterling y Mark Pascale

## Adaptaciones
- The Time Traveler's Wife (2009), película dirigida por Robert Schwentke, basada en la novela La mujer del viajero en el tiempo
- La mujer del viajero en el tiempo (2022), serie dirigida por David Nutter, basada en la novela La mujer del viajero en el tiempo